# Listed
Listed er en lille havneby på Bornholm med 204 indbyggere i byområdet (2018). Listed er beliggende ved Østersøen på Bornholms nordkyst to kilometer vest for Svaneke. Byen tilhører Bornholms Regionskommune og er beliggende i Ibsker Sogn. Ved landevejen mellem Svaneke og Gudhjem, vest for Listed ligger Hellig Kvinde, der er en høj bautasten på en stenrøse.
- Huset Stoltenborg er fra 1850 og et af Listeds ældste huse.

## Eksterne lenker
- Wikimedia Commons har flere filer relateret til Listed